# Bádonyi Gyula
Bádonyi Gyula (Szerencs, 1882. szeptember 17. – Budapest, 1944. június 6.) labdarúgó, az első magyar labdarúgó-válogatott kapusa.

## Pályafutása

### Klubcsapatban
Vékony, magas, fürge kapus jól öklözött és ügyesen védett lábbal. Akkoriban ugyanis nem, vagy ritkán vetődtek a kapusok. Azt az elvet vallották: "Csak a részeg ember fekszik a földre!" Csatárt is játszott, fejjátéka kitűnő volt. Pályafutását 1898-ban a Budapesti TC (Budapesti Torna Club) labdarúgócsapatában kezdte. 1899-ben közreműködött a Postás Sport Egyesület alapításában és a Postás SE labdarúgója lett. 1901-ben visszatért eredeti egyesületéhez. Ugyanebben az évben tagja volt a magyar bajnokcsapatnak. 1906-ban visszavonult. 1900-ban kereskedelmi érettségit tett, visszavonulása után haláláig a Magyar Királyi Posta főtisztje volt.

### A válogatottban
1902. október 12-én, magyar válogatott első mérkőzésén ő védte a magyar csapat kapuját. A mérkőzés után többször nem szerepelt a válogatottban.

## Statisztika

### Mérkőzései a válogatottban
| Magyarország | Magyarország      | Magyarország               | Magyarország | Magyarország | Magyarország | Magyarország | Magyarország | Magyarország |
| #            | Dátum             | Helyszín                   | Hazai        | Eredmény     | Vendég       | Kiírás       | Gólok        | Esemény      |
| ------------ | ----------------- | -------------------------- | ------------ | ------------ | ------------ | ------------ | ------------ | ------------ |
|              | 1901. április 11. | Budapest, Millenáris-pálya | Magyarország | 0 – 4        | Richmond AFC | barátságos   | -            |              |
| 1.           | 1902. október 12. | Bécs, WAC-pálya            | Ausztria     | 5 – 0        | Magyarország | barátságos   | -            |              |
|              | Összesen          |                            |              | 1            | mérkőzés     |              | 0            | gól          |